# Gladioleae
Gladioleae é uma tribo da subfamília Crocoideae das Iridaceae que agrupa 2 géneros e cerca de 263 espécies de plantas herbáceas bulbosas maioritariamente da África Austral.

## Géneros
Na sua presente circunscrição taxonómica, a tribo Gladioleae Dumort. — agrupa apenas 2 géneros:
- Gladiolus L. — agrupa cerca de 262 espécies em África, Madagáscar e Eurásia.
- Melasphaerula Ker Gawl. — inclui apenas uma espécie:
  - Melasphaerula ramosa (L.) Klatt — nativo da Namíbia,[1] presente nas províncias Oriental, Setentrional e Ocidental do Cabo.[2]